# Boulevard des Belges (Nantes)
Pour les articles homonymes, voir Boulevard des Belges.
Le boulevard des Belges est une voie nantaise.

## Situation et accès
Située à la limite des quartiers Malakoff - Saint-Donatien et Nantes - Erdre, et constituant une partie des « boulevards de ceinture » nantais, le boulevard, long de 920 m, part du prolongement du boulevard des Poilus à l'est, pour déboucher sur le pont de la Tortière à l'ouest.

## Origine du nom
Cette dénomination rend hommage à l'attitude de la nation belge, fidèle alliée de la France, durant la Première Guerre mondiale.

## Historique
Le boulevard fut ouvert dans les années 1870, sous le nom de « boulevard Saint-Donatien », dénomination qui s'étendait, jusqu'au 25 mai 1898, aux actuels boulevards des Poilus, de Doulon et de Seattle afin relier la commune de Doulon à celle de Chantenay. Sur les plans antérieurs à 1900, l'ensemble de ces artères était désigné sous le nom de « boulevard de ceinture ». Après la Première Guerre mondiale, la portion septentrionale de cette artère prend son nom actuel.
Il prend son nom actuel à la suite d'une délibération du conseil municipal du 30 décembre 1918. 